# Thanvillé
Thanvillé är en kommun i departementet Bas-Rhin i regionen Grand Est (tidigare regionen Alsace) i nordöstra Frankrike. Kommunen ligger i kantonen Villé som tillhör arrondissementet Sélestat-Erstein. År 2022 hade Thanvillé 621 invånare.

## Befolkningsutveckling
Antalet invånare i kommunen Thanvillé
| Referens: INSEE |